# Lasse Juhl
Lasse Juhl es un deportista danés que compitió en vela en la clase Europe. Ganó una medalla de bronce en el Campeonato Europeo de Europe de 2005.

## Palmarés internacional
| Campeonato Europeo | Campeonato Europeo   | Campeonato Europeo | Campeonato Europeo |
| Año                | Lugar                | Medalla            | Clase              |
| ------------------ | -------------------- | ------------------ | ------------------ |
| 2005               | Helsinki (Finlandia) | Medalla de bronce  | Europe             |